# Kapmes

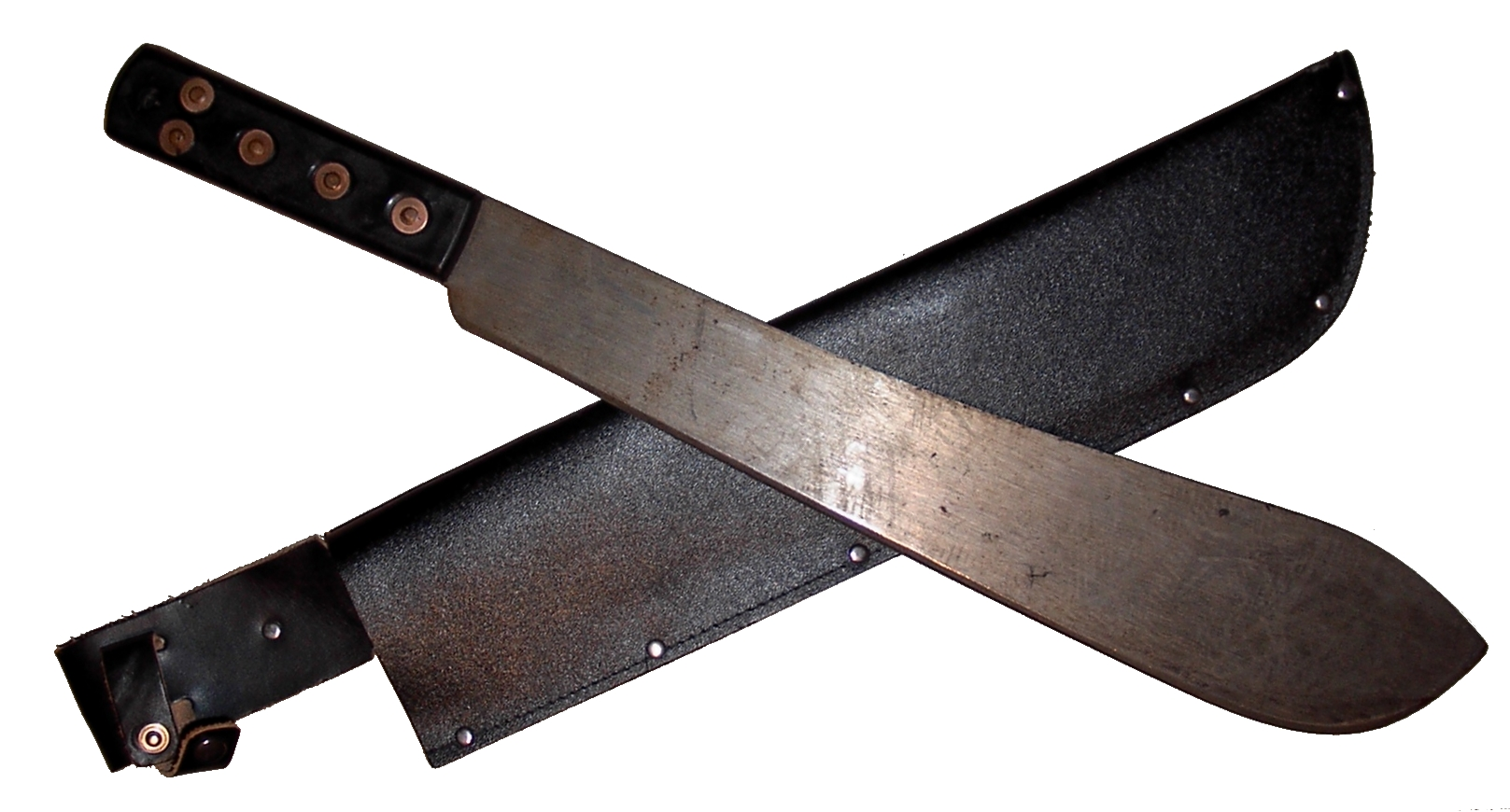
Machete

Een kapmes, junglemes of machete is een groot mesvormig stuk gereedschap met een lemmet dat gemiddeld 50–60 cm lang is, al komen ook kortere versies voor. Het kapmes wordt normaal gesproken gebruikt om door dikke vegetatie zoals suikerriet te snijden (kappen). Hoewel het in eerste instantie een (landbouw)werktuig is, wordt het in die delen van de wereld waar het een gebruikelijk stuk gereedschap is ook weleens als wapen ingezet, net zoals in Europa de riek, sikkel, zeis of bijl weleens als wapen gebruikt zijn.

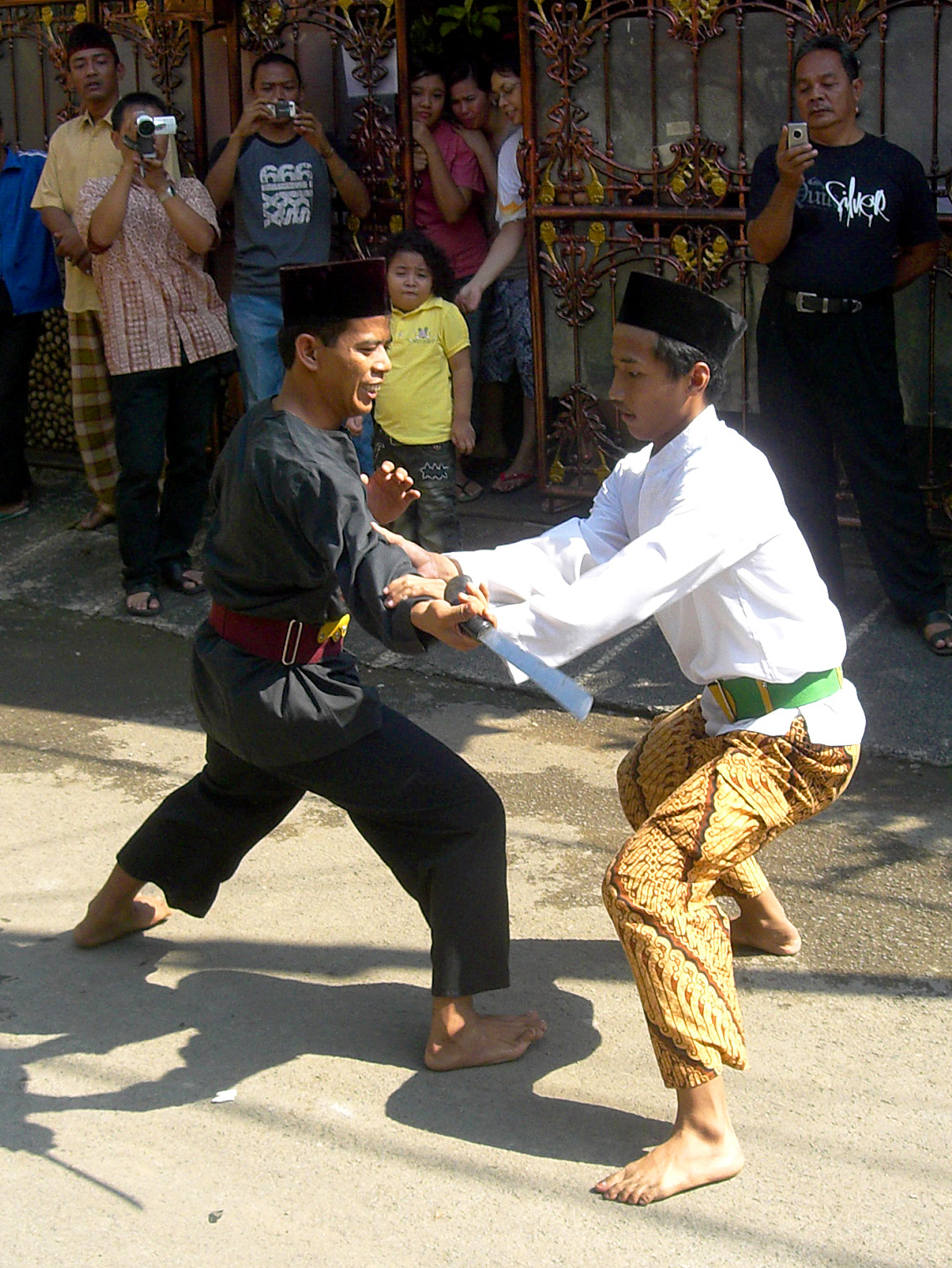
Gebruik van een golok bij een pencak silat demonstratie tijdens een huwelijksceremonie in Jakarta

Het kapmes lijkt op de parang en golok (uit Maleisië en Indonesië), maar deze hebben vaak kortere, dikkere mesbladen en zijn efficiënter voor het kappen van bosrijke vegetatie. In Suriname heet dit type mes een houwer. Hindoestaanse contractarbeiders noemden het een katlies, een verbastering van het Engelse woord cutlass. In de Filipijnen wordt gesproken van een bolo.
Kapmessen waren het primaire wapen die door de Interahamwe-milities bij de Rwandese genocide werden gebruikt, evenals een wapen van de Haïtiaanse Tonton Macoutes. Het kapmes was ook een van de meest algemene wapens tijdens de Cubaanse Onafhankelijkheidsoorlog. Bij de moord op de bejaarde AWB-politicus Eugène Terre'Blanche werd ook een kapmes, type panga, gebruikt.

## Trivia
- In de vlag van Angola is prominent een machete afgebeeld.
- De machete is het kenmerkende wapen van de fictieve seriemoordenaar Jason Voorhees in de filmreeks Friday the 13th.

## Afbeeldingen

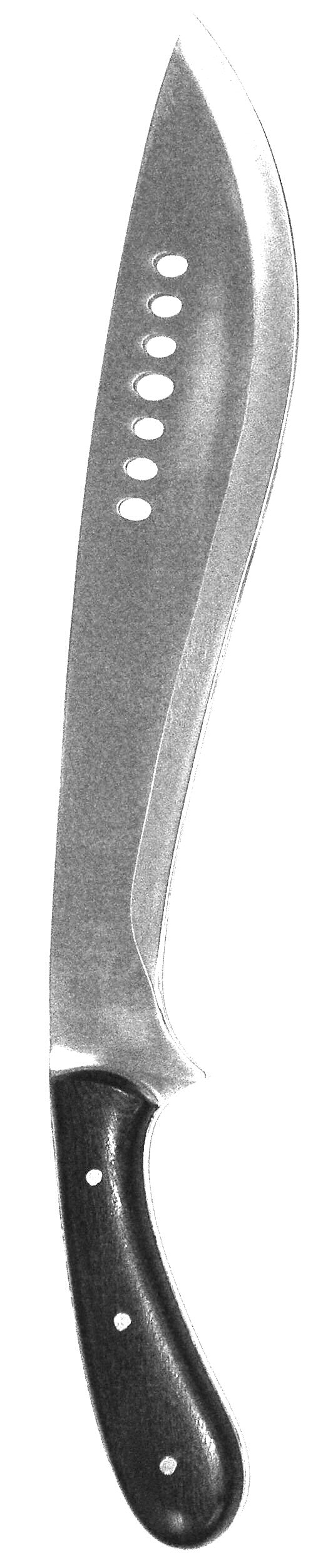
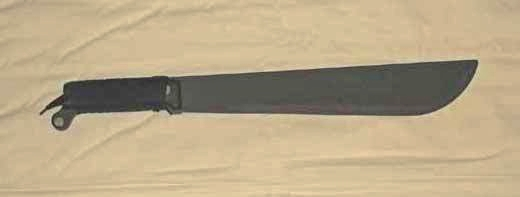
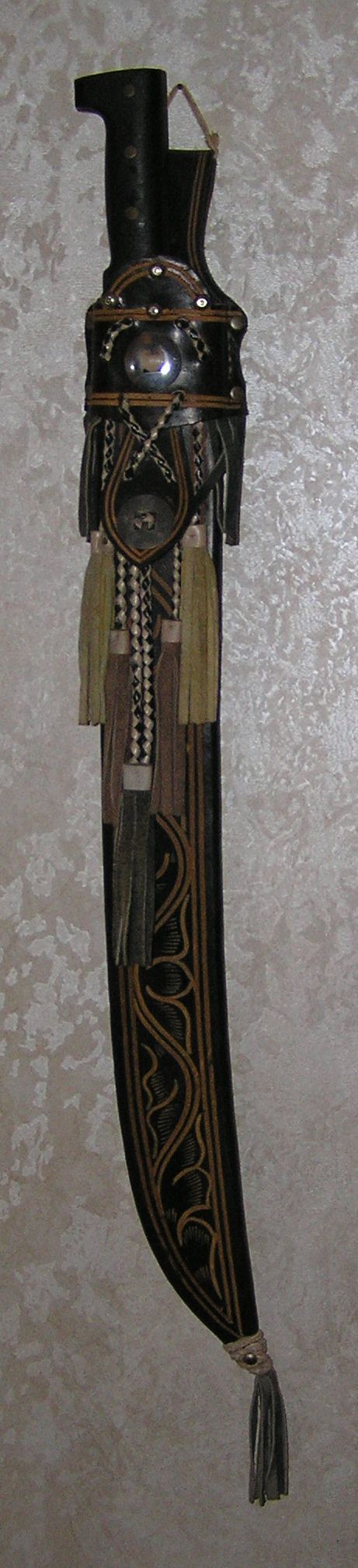
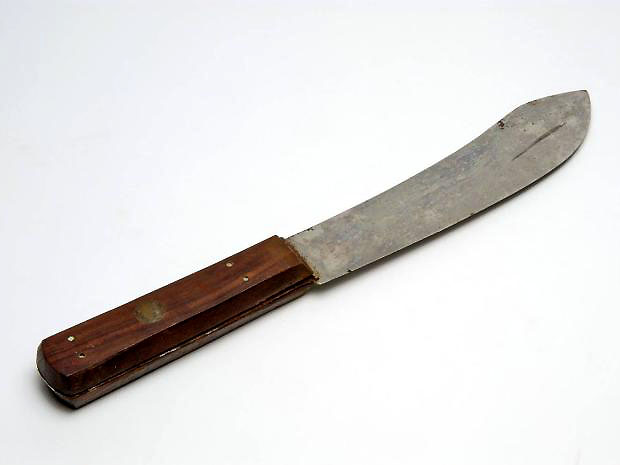